# جامع النجادة
جامع النجادة جامع في مدينة الزبير بالبصرة جنوب العراق يُعدّ من المساجد الأثرية القديمة بالبصرة، شُيدَ عام 1003 هـ/ 1594م، قبل أربعة قرون تقريباً، وقد خطّه في نفس العام وحدد قبلته كل من (ناصر الحمدان)، و(محمد الغنام)، و(عبد الله حوقل).
قال خورشيد باشا المتوفى سنة 1822 الميلادية في كتابه (سياحتنامه حدود) "قصبة الزبير التابعة للبصرة: تقع قصبة الزبير في الجانب الغربي للبصرة على مسافة ساعتين ونصف أو ثلاثة ساعات منها" وقال "وبمقاطعة الزبير مسجد آخر غير مسجد الزبير يُطلق عليه مسجد نجادة والسبب في تسميته بهذا الاسم أن شخصاً من نجد وفدَ إلى مقاطعة الزبير واستقرّ بها وبنى هذا المسجد فسُمّي على اسم نجد".
الجامع بين محلة الرشيدية والزهيرية قريب من سوق البنات مِن قضاء الزبير.

### ترميماته
- 1- جمادى الأولى سنة 1316 هـ.
- 2- 23 المحرم سنة 1335 هـ بنفقة عبد المحسن الزهير، من أهل الزبير، وبُني للجامع قبتان.
- 3- شعبان 1335 هـ سعى الشيخ محمود المجموعي والشيخ محمد بن عبد الرحمن بن سند لجمع التبرعات من الأهالي.
- 4- المحرم سنة 1348 هـ عمّرَ أهالي الزبير ما تحت المنارة.
- 5 - صفر 1348 سنة هـ نُصب باب حديدي جديد في الجانب الجنوبي للجامع.
- 6- عام 1371هـ قام جماعة من أهل الزبير بترميمه واصلاح ما أصابه من خلل، ثم قام الشيخ عبد الله السالم الصباح في عام 1384هـ/1964م، بهدم الجامع واعادة بناؤه فبني بشكل فخم حيث كان المبنى من الطين وأسقفه من طوب خربة البصرة القديمة، وأعاد بناؤه بعد توسعته حيث تبلغ مساحة الجامع الكلية 3000م2، ومساحة الحرم 1500 م2، بطول 30 مترا وعرض 50 مترا، ويتسع لأكثر من ألف مصل، ويقوم مبنى المصلى على أعمدة من الكونكريت وفيه منبر ومحراب، وتحيطه النوافذ من جميع جوانبه، وامام الحرم طارمة وفيه ساحة كبيرة، وتعلو مبنى الجامع منارة لمئذنة يبلغ ارتفاعها 20 متر تقريبا وذات حوض واحد، ولقد غلفت المنارة بالكاشي الكربلائي.

ومجاور مبنى الجامع دار سكن للإمام كما يحتوي الجامع على بئر ماء، وتقام في المسجد صلاة الجمعة والصلوات الخمس وكذلك تقام فيه دورات لتحفيظ القرآن لطلاب المدارس في العطلة الصيفية، وفيه مجالس لتدريس العلوم الشرعية.
وجرى تحطيم اجزاء من الجامع من قبل المليشيات الطائفية بعد تفجير ضريح العسكريين 2006، حيث تعرض الجامع إلى أعمال تخريب وألحقت به أضرار مادية أدت إلى إغلاقه.

## أئمة الجامع
ومن الأئمة الذين تعاقبوا فيه على منصب الإمامة والخطابة:
1- الشيخ عبد الله بن محمد بن حميد المتوفي عام 1041هـ.
2- الشيخ إبراهيم بن ناصر المتوفي عام 1156هـ.
3- عثمان بن عبد الله بن جامع.
4- أحمد بن عثمان الجامع، وُلد في أواخر سنة 1194 الهجرية في الزيارة من أعمال البحرين وقرأ العلوم في الأحساء على من كان فيها حتى حصل له الكفاية وصار على جانب عظيم من الدراية ثم انتقل إلى البصرة واتخذ في قصبة سيدنا الزبير مثواه ومستقره ونُصب من قبل قضاة البصرة قاضيًا فيها إذ كان نافذ الحكم بين أهاليها فسار على أحسن مسيرة، وكان تولى قضاء البحرين ثم الزبير وبقي فيها قاضيًا إلى أن مات في سنة 1285 أو سنة 1276 الهجرية.
5- عثمان بن محمد بن محمد الجامع، توفيَ بالبحرين سنة 1322 هـ.
6 - محمد بن عثمان الجامع منذ ربيع الأول سنة 1329 هـ ، وذكر الشيخ ابن غملاس في مذكراته أن والي البصرة العثماني سليمان شفيق صلى في مسجد النجادة خلف الشيخ محمد بن عثمان الجامع يوم الجمعة 23 ربيع الأول سنة 1332 هـ، ومحمد بن عثمان الجامع هو الذي قرأ الفرمان العثماني في القشلة بمنطقة الحزم وسط السوق ببلدة الزبير في 29 رجب سنة 1332 الهجرية.
7- محمد بن علي بن سلوم النجدي الزبيري المتوفة سنة 1346 هـ.
8- عبد الرزاق بن الشيخ عثمان الجامع، منذ رمضان سنة 1335 هـ، قال المؤرخ العراقي الزبيري علي أبا حسين في كتابه (لمحة من تاريخ مدينة الزبير) "وهو الذي خطب داعياً للسلطان العثماني عبد المجيد بن عبد العزيز خان في صلاة يوم الجمعة 5 ربيع ثاني 1341 هـ كما خطب غيره من أئمة الجوامع في الزبير". وفي 11 ربيع أول سنة 1342 الهجرية أمرت الحكومة العراقية بالخطبة باسم الملك فيصل الأول ملك المملكة العراقية فقال عبد الرزاق الجامع إمام جامع النجادة في خطبته حينئذٍ "اللهم انصر سلطان البَرّين والبحرين خادم الحرمين الشريفين أمير المؤمنين" قال المؤرخ العراقي الزبيري علي أبا حسين "ولم يزد على ذلك فكأنه والحالة هذه خطب للسلطان العثماني وليس للسيد فيصل".
9-الشيخ ابن مجيم حتى جمادى الأولى سنة 1345 هـ
10- إبراهيم بن خزعل منذ جمادى الأولى سنة 1345 هـ.
11 - الشيخ محمد بن عبد الرحمن بن سند منذ 30 المحرم 1346 هـ حتى وفاته في شعبان سنة 1348 هـ.